# أدشاي
أدشاي إحدى قرى مركز كفر الزيات التابع لمحافظة الغربية بجمهورية مصر العربية.

## التاريخ
قرية أدشاي من القرى القديمة، حيث وردت باسم «دشويه» في أعمال جزيرة بني نصر ضمن قرى الروك الصلاحي التي أحصاها ابن مماتي في كتاب قوانين الدواوين، كما وردت باسم «دشيه» في أعمال جزيرة بني نصر ضمن قرى الروك الناصري التي أحصاها ابن الجيعان في كتاب «التحفة السنية بأسماء البلاد المصرية»، وردت القرية في وقف السلطان الغوري المحرر في سنة 923 هجري.
وردت باسم «إدشيه» في التربيع العثماني الذي أجراه الوالي العثماني سليمان باشا الخادم في عصر السلطان العثماني سليمان القانوني ضمن قرى ولاية جزيرة بني نصر، وفي تاريخ 1228هـ/1813م الذي عدّ قرى مصر بعد المسح الذي قام به محمد علي باشا باسم «إدشاي». ذكرت القرية من توابع مركز تلا بمديرية المنوفية في تعداد 1882 ثم أصبحت من توابع مركز كفر الزيات في التعددات التالية.

## السكان
بلغ عدد سكان أدشاي 5158 نسمة حسب تقدير عام 2018.
| السنة  | 1882 | 1897 | 1907 | 1927 | 1947 | 1960 | 1976 | 1986 | 1996 | 2006  | 2018 |
| ------ | ---- | ---- | ---- | ---- | ---- | ---- | ---- | ---- | ---- | ----- | ---- |
| القرية | 1935 | 2411 | 2707 | 2754 | 1918 | 1966 | 2577 | 3019 | 3443 | 4,089 | 5158 |